# سفين أندرسون (حارس مرمى)
سفين أندرسون (بالسويدية: Sven Andersson)‏ (مواليد 6 أكتوبر 1963) هو لاعب كرة قدم. يلعب مع منتخب السويد لكرة القدم. سبق له أن لعب في كأس العالم لكرة القدم مع منتخب بلاده.

## روابط خارجية
- سفين أندرسون على موقع اتحاد السويد (السويدية)
- سفين أندرسون على موقع قاعدة بيانات كرة القدم.إي يو (الإنجليزية)
- سفين أندرسون على موقع ناشيونال فوتبول تيمز (الإنجليزية)
- سفين أندرسون على موقع Soccerway.com (الإنجليزية)
- سفين أندرسون على موقع عالم كرة القدم.نت (الإنجليزية)
- سفين أندرسون على موقع أوليمبيديا (الإنجليزية)
- سفين أندرسون على موقع اللجنة الأولمبية السويدية (السويدية)